# Amaranter (fåglar)
Amaranter (Lagonosticta) är ett släkte med fåglar i familjen astrilder inom ordningen tättingar med elva till 13 arter som förekommer i Afrika söder om Sahara:
- Svartbukig amarant (L. rara)
- Rosenamarant (L. rufopicta)
- Brun amarant (L. nitidula)
- Rödnäbbad amarant (L. senegala)
- Klippamarant (L. sanguinodorsalis)
- Tchadamarant (L. umbrinodorsalis)
- Maliamarant (L. virata)
- Mörkröd amarant (L. rubricata)
- Karmosinamarant (L. rhodopareia)
- Maskamarant (L. larvata)
  - "Vinröd amarant" (L. [l.] vinacea) – urskiljs som egen art av Birdlife International
  - "Grå amarant" (L. [l.] nigricollis) – urskiljs som egen art av Birdlife International